# 13526 Libbrecht
13526 Libbrecht eller PQ5 är en asteroid i huvudbältet som upptäcktes den 3 augusti 1991 av den belgiske astronomen Eric W. Elst vid La Silla-observatoriet. Den är uppkallad efter författaren Ulrich Libbrecht.